# Franz Seulen
Franz Seulen was een Belgisch architect en werd geboren in 1845.

## Biografie
Franz Seulen werkte voor de Belgische staatsspoorwegen tijdens de decennia voor en na 1900, in de functie van eerstaanwezend bouwmeester.

## Oeuvre
Hij ontwierp de stationsgebouwen van:
- Jette (1886-1892)
- Schaarbeek (1887)
- Tervuren (1897) (gesloopt in 1964)
- Antwerpen-Zuid (goederenstation) (1901). Benevens het ontwerp van dit gebouw, concipieerde hij de ombouw en vergroting (1896-1898) van het stationsemplacement.

Het spoorwegstation van Oostende (1907-1913) was echter een ontwerp van zijn broer Louis Seulen (eveneens een spoorwegarchitect) (in samenwerking met architect Otten), die ook de lijn Matadi-Leopoldville in Belgisch-Congo uittekende.

## Illustraties

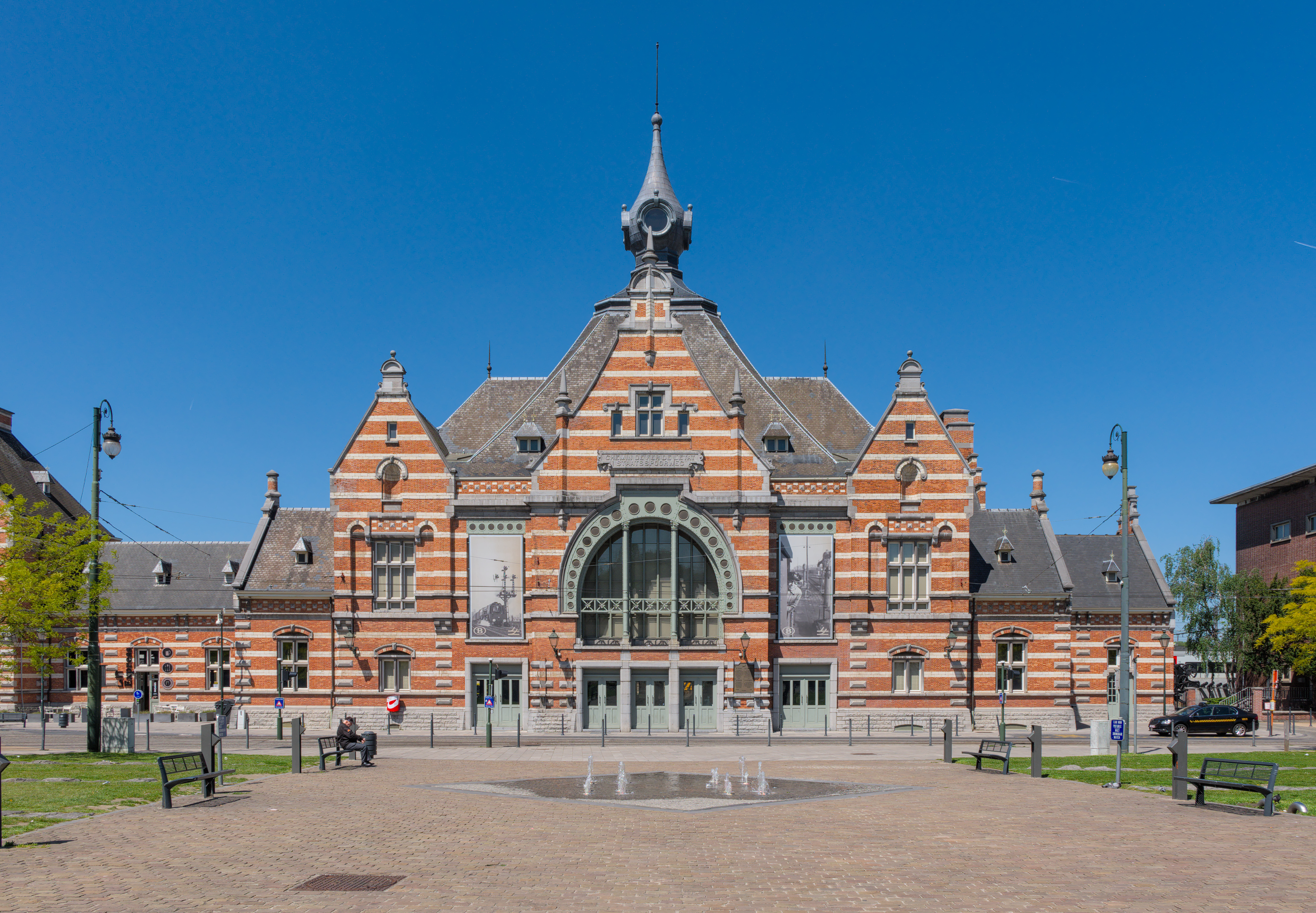
Station Schaarbeek (gebouwd anno 1887).
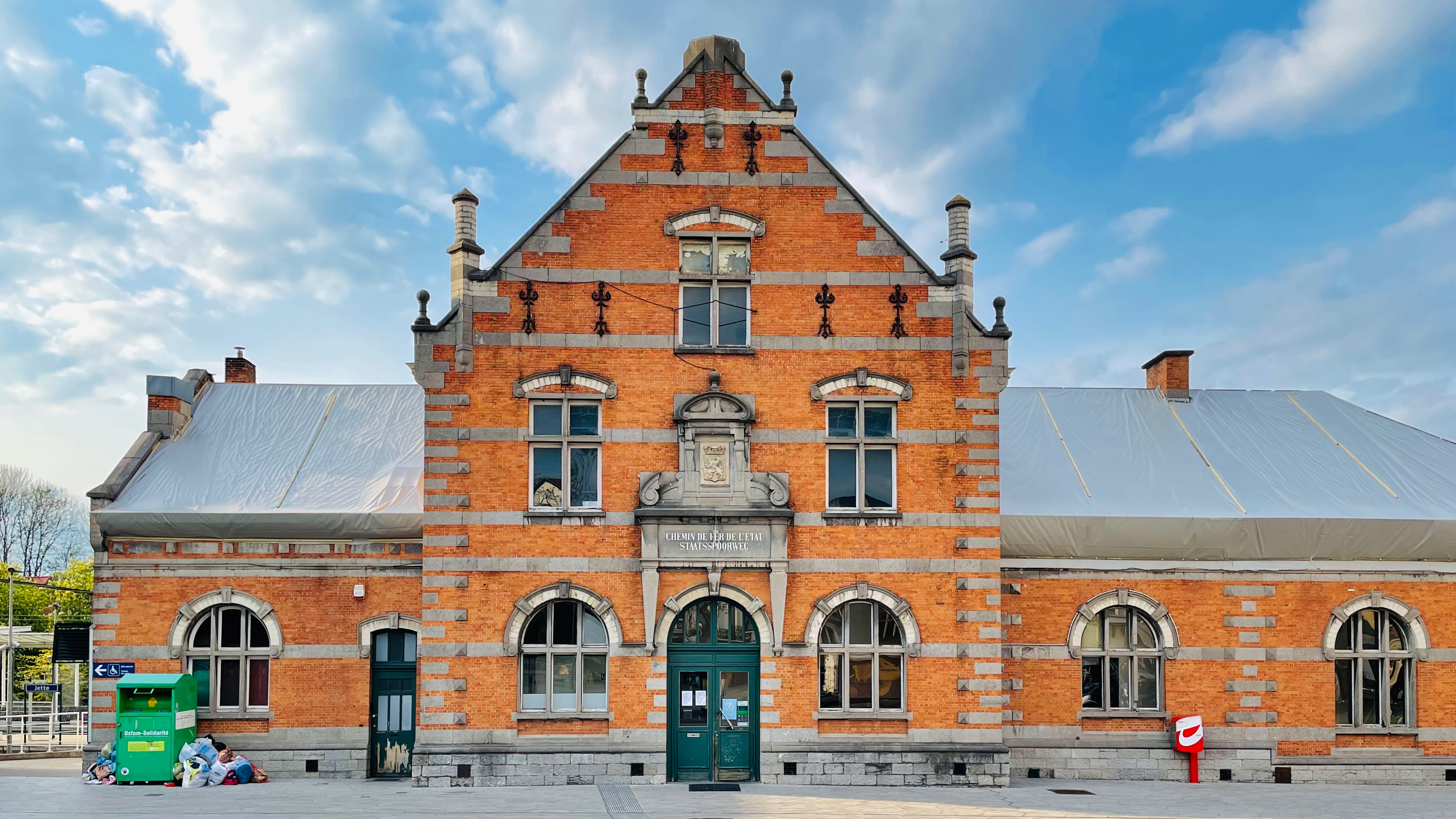
Station Jette (1886-1892).
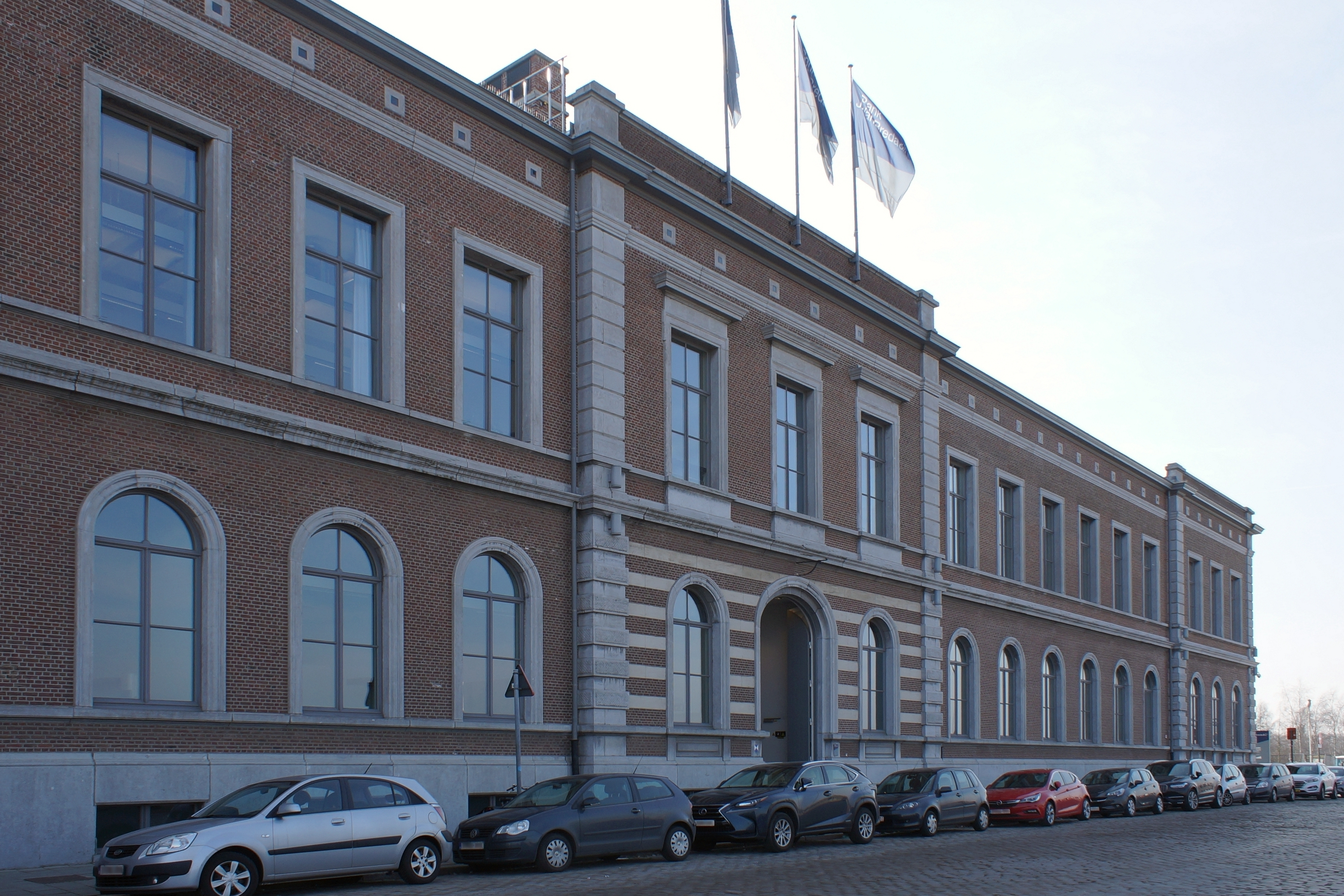
Goederenstation Antwerpen-Zuid aan de Ledeganckkaai 7 te Antwerpen, gebouwd in 1901. Thans is dit de hoofdzetel der Bank J. Van Breda & C°.
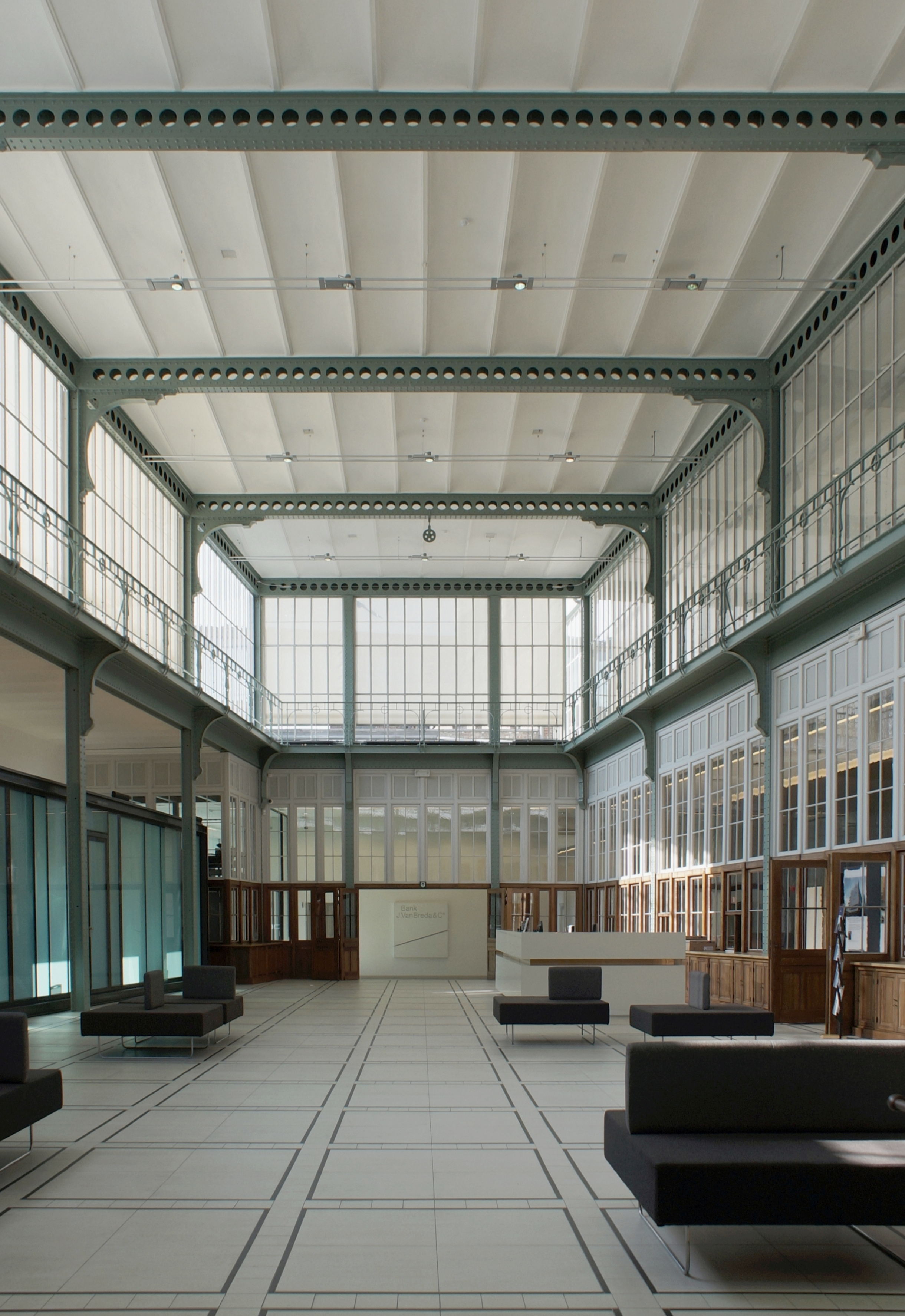
Interieur van de lokettenruimte van het voormalige goederenstation Antwerpen-Zuid, thans Bank J. Van Breda & C°.
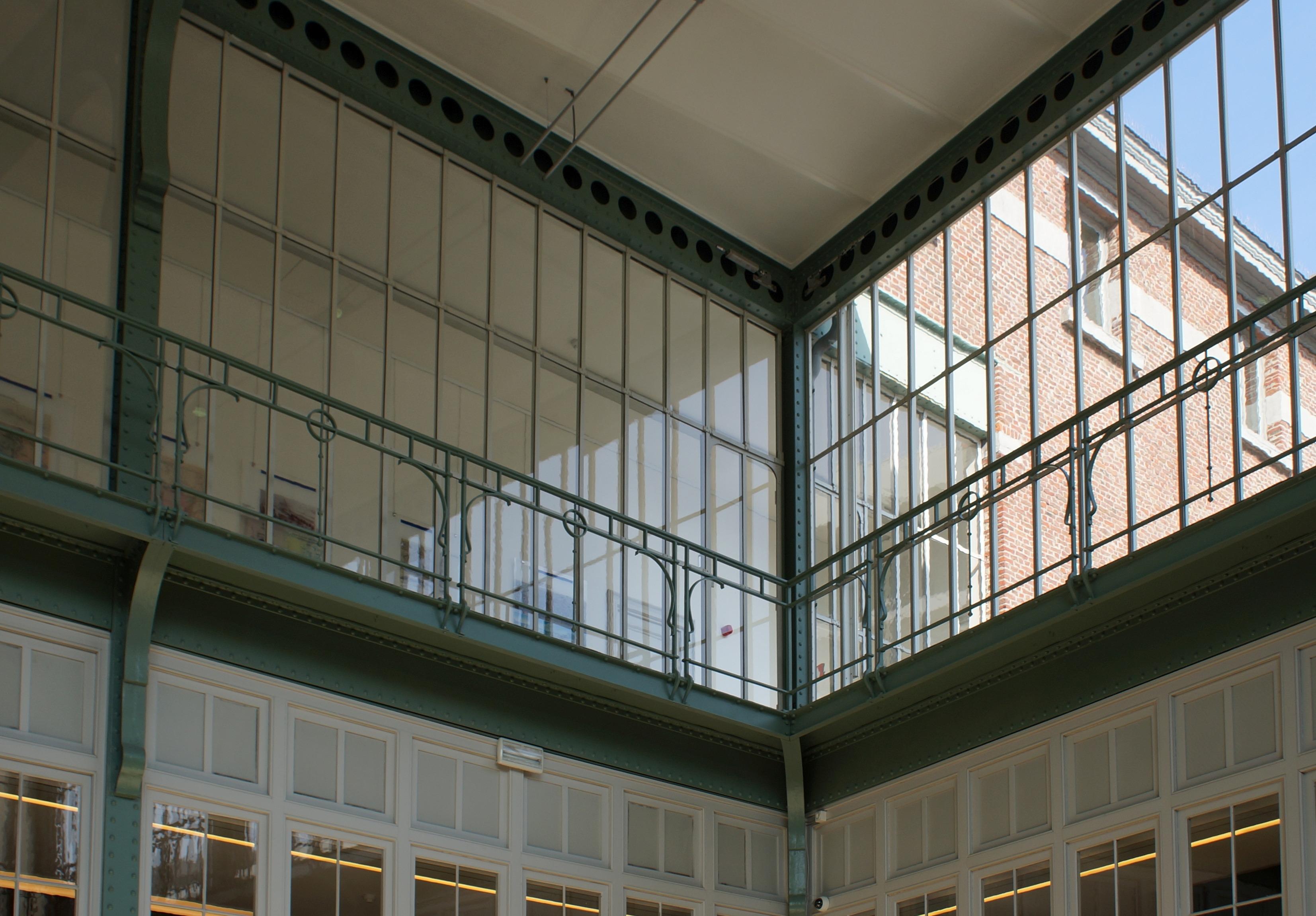
Interieur der lokettenzaal (detail) van het goederenstation Antwerpen-Zuid, thans Bank J. Van Breda & C° Balustrade met galerij kantoren.